# Człowiek człowiekowi wilkiem
Człowiek człowiekowi wilkiem: przeżyłem Gułag – wspomnienia Janusza Bardacha napisane przy pomocy Kathleen Gleeson (ur. 1964), absolwentki Studium Pisarstwa Dokumentalnego na Uniwersytecie Iowa. 
Książka zawiera refleksje z pobytu autora w Gułagu w latach 1941-1946. To opowieść o woli przetrwania, pragnienia życia, postawach łagierników, którzy wbrew tytułowi pozostali ludźmi i potrafili zdobyć się na gest solidarności. Kontynuacją wspomnień jest tom (nie wydany w Polsce) Surviving freedom: after the Gulag (Berkeley: University of California Press 2003).